# Robert Shaw (musiker)
Robert Lawson Shaw (født 30. april 1916 i Red Bluff, Californien - død 25. januar 1999 i New Haven, Connecticut, USA) var en amerikansk dirigent og korleder.
Shaw er nok mest kendt som kordirigent, specielt for sin egen Robert Shaw Chorale og Atlanta Symfoniorkester og kor. Han studerede musik på Pomona Universitet, og var herefter involveret i korledelse, som blev hans speciale og fremtidige karriere på internationalt plan. Han har bl.a. indspillet Giuseppe Verdis rekviem, Georg Friedrich Händels Messias og Paul Hindemiths rekviem som er af høj kvalitet. Shaw har undervist på mange seminarer for både professionelle kor og amatør kor. I slutningen af sit liv var han dirigent for Cleveland Symfoniorkester, og Atlanta symfoniorkester og kor. Han har mest indspillet korværker både med og uden Symfoniorkester.

## Udvalgt Diskografi
- Georg Friederich Händel - Messias (1984) - Robert Shaw, Atlanta Symfoniorkester og kor
- J.S. Bach - Messe i H-mol (1987) - Robert Shaw, solister, kor og kammerorkester
- Ludwig van Beethoven - Missa Solemnis (1988) - Robert Shaw, Atlanta Symfoniorkester og kor
- Wolfgang Amadeus Mozart -	Messe i C-mol (1998) - Robert Shaw, Atlanta Symfoniorkester og kor
- Carl Orff - Carmina Burana (1981) - Robert Shaw, Judith Blegen, Hakan Hagegard, William Brown, Atlanta Symfoniorkester og kor og drengekor
- Hector Berlioz - Requiem (1985) - Robert Shaw, John Aler, Atlnata Symfoniorkester og kor
- Paul Hindemith - Requiem (1987) - Robert Shaw, William Stone, Jan DeGaetani, Atlanta Symfoniorkester og kor
- Giuseppe Verdi - Requiem (1987) - Robert Shaw, Susan Dunn, Diane Curry, Jerry Hadley, Paul Plishka, Atlanta Symfoniorkester og kor
- Gabriel Fauré / Maurice Durufle - Requiem (1987) - Robert Shaw, Judith Blegen, James Morris, Atlanta Symfoniorkester og kor
- Sergej Rachmaninov - Vesper (1990) - Robert Shaw, Robert Shaw Festival Singers